# Myńkiwci (rejon dunajowiecki)
Myńkiwci (ukr. Миньківці, pol. Mińkowce) – wieś na Ukrainie, w obwodzie chmielnickim, w rejonie kamienieckim (do 2020 r. w rejonie dunajowieckim). 825 mieszkańców (w 2024 r.).

## Historia
Wieś Mińkowce należała do wojewody sandomierskiego i lubelskiego Jana Tarły. 
Podczas okupacji hitlerowskiej, na początku sierpnia 1941 roku Niemcy utworzyli getto dla żydowskich mieszkańców. Przebywało w nim około 2200 osób. Już 30 sierpnia 1941 roku Niemcy zlikwidowali getto, a Żydów zamordowali obok wsi Głęboczek. Sprawcami zbrodni był niemiecki 320 batalion policji (dowodził major Kurt Dall) przy aktywnej pomocy ukraińskiej policji.

## Zabytki
- dom mieszkalny z dwoma oficynami po bokach był siedzibą Ignacego Ścibor Marchockiego[4]. Ignacy Ścibor Marchocki urządził tu swego rodzaju państwo.
- drewniana synagoga.

## Urodzeni
- Karol Antoni Niedziałkowski – urodził się w miejscowości; pisarz, biskup łucko-żytomierski.